# Galaad
|  | Per a altres significats, vegeu «Galaad (desambiguació)». |

Galaad (hebreu גִּלְעָד àrab جلعاد) fou un districte de Palestina, a l'est del Jordà, al sud de la Decàpolis. Galaad és el nom bíblic de la regió muntanyosa a l'est del Jordà, entre el de la mar Morta (el riu Arnon) i la regió al nord del riu Jabbok al centre. El seu nom arameu és Yegar Sahdutha, que vol dir el mateix que en hebreu (Massa rugosa o Turó del testimoni). Abraçava els territoris de les tribus de Ruben i de Gad, i fins i tot part de Manasès. El seu límit al nord fou el Bashan i al sud Moab i Ammon.
Quan Moisès va anar de les planes de Moab al mont Nebo, a Pisgah, oposada a Jericó, Jahvè li va ensenyar la terra de Galaad fins a Dan, Neftalí, Efraïm i Manasès; la terra de Judà fins a la mar, el Nègueb, i la plana, i la vall de Jericó fins a Zoar, i li va dir que era la terra promesa a Abraham, Isaac i Jacob i que la donaria als seus descendents, però ell només la veuria però no hi aniria (Deuteronomi 34:1-4 RSV).
Segons la Bíblia la part sud fou posseïda per Sihon i al nord del riu Jabbok per Og rei de Bashan. Derrotat Sihon les seves possessions foren repartides i en la divisió entre les tribus va correspondre a les de Gad (Ramoth-Gilead al sud del Jabbok), Manasès (al nord del mateix riu) i Ruben (al sud de Gad). Durant la revolta d'Amasa, fill de Ithra l'ismaïlita, contra el rei David, aquest va arribar a Mahanaim, i Absalom, cap de l'exèrcit en comptes de Joab ben Zeruiah (ja que Nahash, la germana del pare o mare de Joab, Zeruiah, tenia una filla, Abigal, que estava casada amb Amasa), va creuar el Jordà amb els soldats jueus i va acampar a Galaad. En aquesta regió van néixer els jutges Jair i Jephthah, el rei d'Israel Jehu, i el profeta Elies. Sota Tiglatpileser III d'Assíria fou una província anomenada Galazu.
Durant el Mandat Britànic de Palestina aquesta regió fou atribuïda a Transjordània, i pertany al Regne de Jordània.